# Slovensko farmacevtsko društvo
Slovensko farmacevtsko društvo je prostovoljno strokovno združenje farmacevtskih delavcev. Ustanovljeno je bilo leta 1950, njegov prvi predsednik pa je postal Dušan Karba. Leta 1961 so se društvu pridružili farmacevtski tehniki. 

### Aktivnosti potekajo v 9 regionalnih podružnicah in 11 sekcijah
- Sekcija farmacevtskih tehnologov
- Sekcija farmacevtskih znanosti
- Sekcija bolnišničnih farmacevtov
- Sekcija kliničnih farmacevtov
- Homeopatska sekcija
- Sekcija farmacevtov javnih lekarn
- Sekcija farmacevtskih tehnikov
- Seniorska sekcija
- Študentska sekcija
- Regulatorna sekcija
- Sekcija za farmacevtsko kemijo
- Sekcija za zgodovino farmacije

### V skladu s statutom[1], je osnovna dejavnost in namen Društva
- povezovanje strokovnih delavcev, ki delujejo na področju farmacije in v sorodnih strokah s ciljem izmenjave mišljenj in izkušenj, posredovanjem novih idej in izboljšav pri strokovnem, znanstveno-raziskovalnem in pedagoškem delu,
- sodelovanje pri izpopolnjevanju in izobraževanju strokovnega kadra,
- založniška dejavnost,
- obveščanje o novostih v farmaciji,
- delovanje v javnem interesu na področju znanosti in zdravstva

### Društvo dejavnost izvaja tako da
- izvaja programe strokovnega izpopolnjevanja in izobraževanja za strokovno in laično javnost
- opravlja publicistično dejavnost v skladu z veljavnimi predpisi,
- organizira strokovne in družabne prireditve,
- se povezuje z javnimi ustanovami in zavodi, s sorodnimi združenji in društvi v Republiki Sloveniji in zunaj nje,
- sodeluje pri izvajanju raziskovalnih projektov s področja farmacije.

Društvo izdaja praviloma vsake 3 mesece periodično publikacijo: Farmacevtski vestnik.
Od leta 1975 Društvo najbolj zaslužnim slovenskim farmacevtom podeluje Minařikova odličja, od leta 1990 Minařikova priznanja. Priznanja se imenujejo po našem znanem zgodovinarju farmacije prof. Francu Minařiku.